# Charles Konig
Charles Dietrich Eberhard Konig, o Karl Dietrich Eberhard König (Braunschweig, 1774 – Londra, 6 settembre 1851), è stato un naturalista tedesco.

## Biografia
Fu l'assistente di George Kearsley Shaw (1751-1813) presso il British Museum nel 1806. Nel 1807 fu assistente e nel 1813 del Dipartimento di storia naturale del British Museum, specializzandosi in geologia e mineralogia, mantenendo la posizione fino alla fine della sua vita. Descrisse molti fossili nel British Museum in un'opera classica Iconesfossilium sectiles (1820-1825).

## Opere principali
- Einleitung in das Studium der kryptogamischen Gewächse
- Annals of botany
- F. H.'s (Friedrich Konrad Hornemann) Tagebuch seiner Reise von Cairo nach Murzuk (in den Jahren 1797 und 1798), 1802 (con Hornemann)
- Tracts relative to botany
- Directions for collecting specimens of geology and mineralogy for the British Museum
- The annotated memoirs of the life and botanical travels of André Michaux
- Der botanische Führer durch die Rheinpfalz, oder Uebersicht aller bisher in der Rheinpfalz aufgefundenen, sowohl wildwachsenden als auch verwilderten, phanerogamischen Pflanzen, mit Angabe der Prosodie und Etymologie ihrer Namen, der Standorte und geographischen Verbreitung, nebst einem Blüthenkalender und einigen Regeln über das Einsammeln, Trocknen und Aufbewahren der Pflanzen (Guía botánica del Rin-Palatinado, o visión general de todo los descubrimientos del Palatinado renano, tanto de fanerógamas silvestres y asilvestrados, indicando prosodia y etimología de su nombre, ubicación y distribución geográfica, además de un Blüthenkalender y algunas reglas para el secado y almacenamiento de colecciones), 1841